# Wankel-rex (Tyrannosaurus)

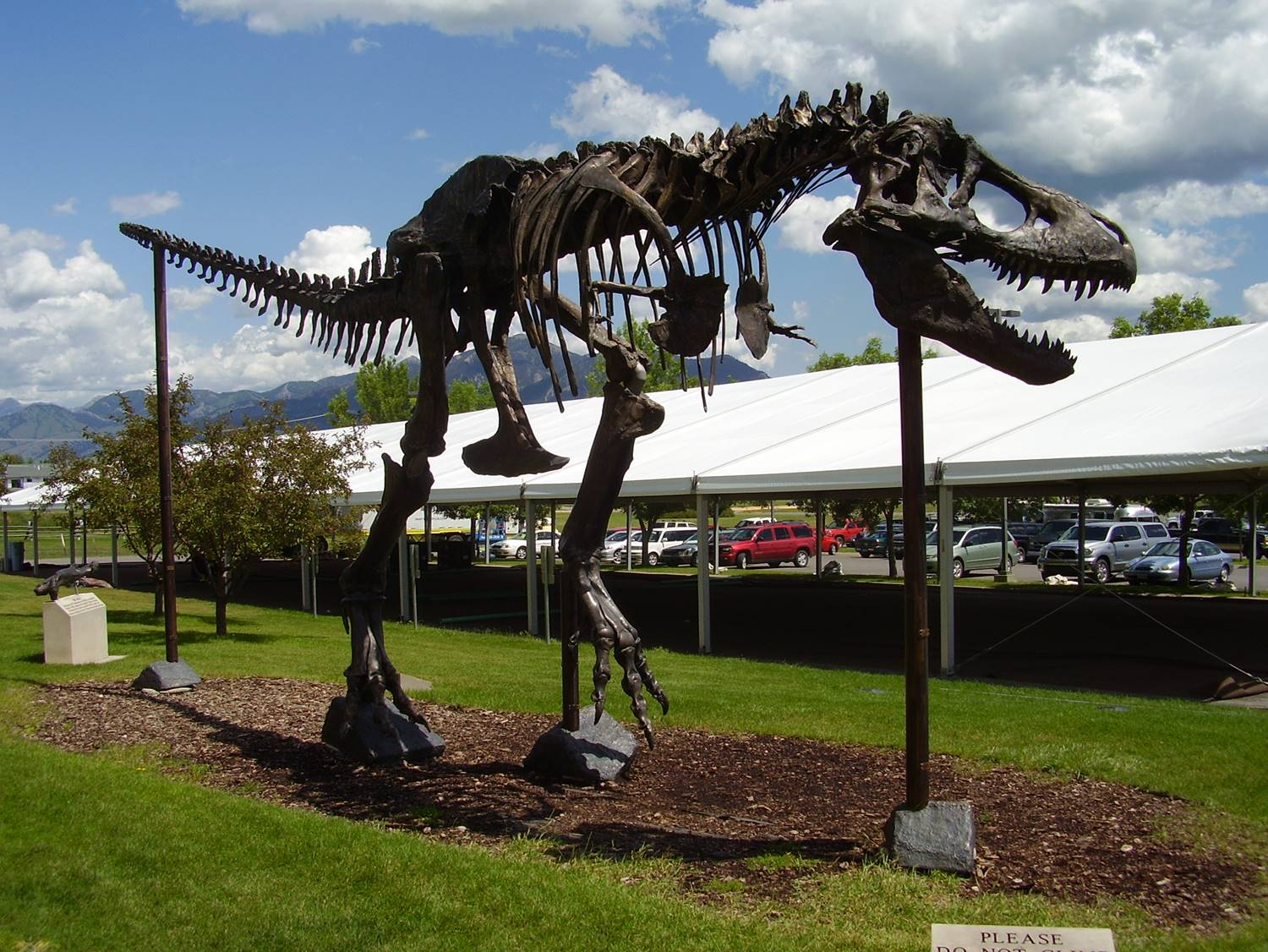
Bronzová replika MOR 555 zvaná "Big Mike".

Wankel-rex (nebo katalogovým označením MOR 555) je jeden z nejkompletněji zachovaných exemplářů obřího křídového teropoda druhu Tyrannosaurus rex. Spolu s exempláři Sue, Stan, Trix a dalšími představuje velmi dobře dochovaný kosterní exemplář (146 kostí, tedy kompletnost kolem 49 %), jehož repliky jsou k vidění v mnoha muzeích.

## Rozměry a historie objevu

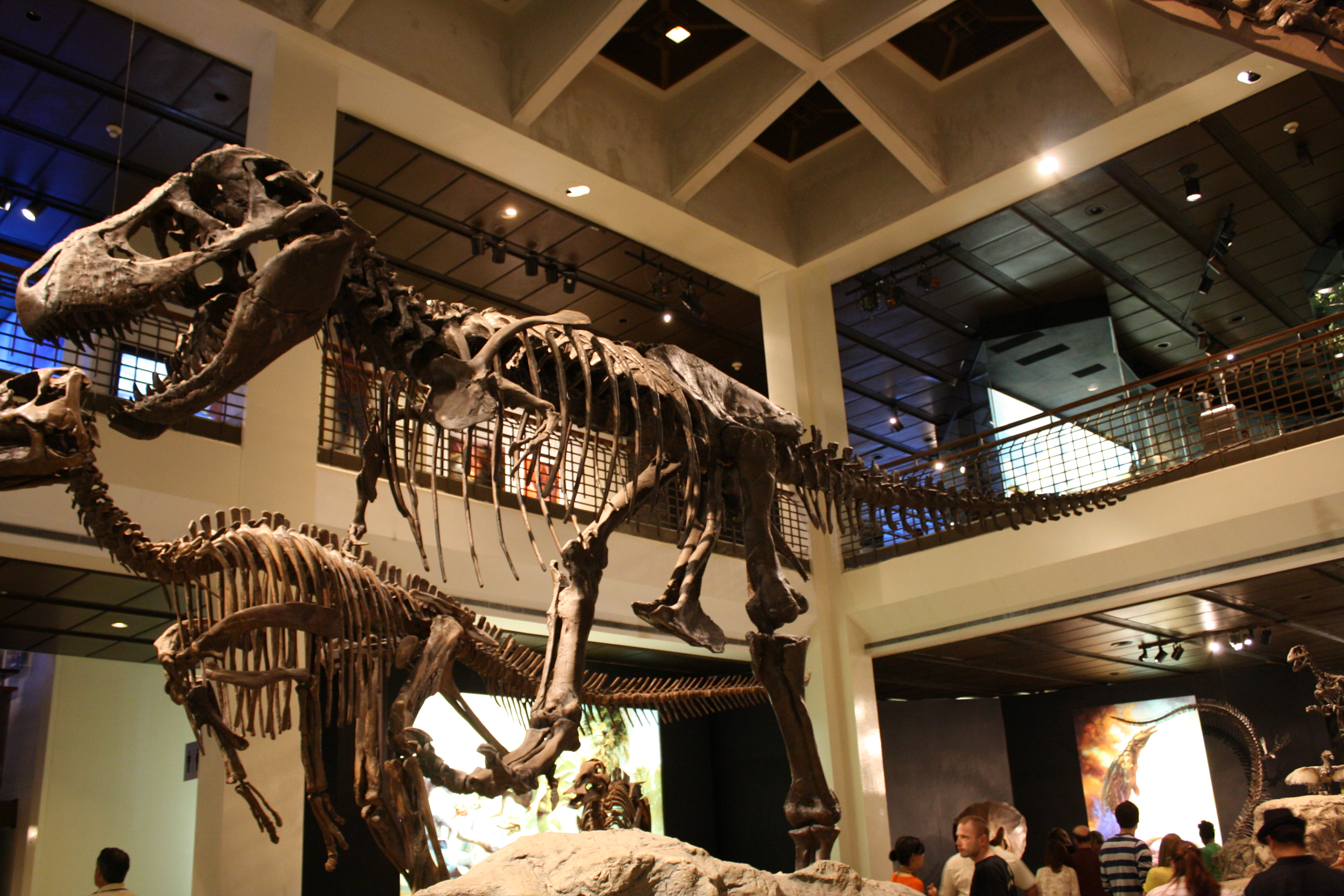
Replika kostry MOR 555 v Dallasu.

Podle odborné práce z roku 2021 měřil tento exemplář na délku 11,6 metru a zaživa vážil asi 9701 kilogramů.
Kostra byla objevena náhodně na východě Montany (kraj McCone), a to majitelkou ranče Cathy Wankelovou, dne 5. září 1988. Wankelová přivolala na místo paleontologa Jacka Hornera z instituce Museum of the Rockies v několik set kilometrů vzdáleném Bozemanu. Vykopávky poté trvaly až do roku 1990 a kostra byla za pomoci těžké techniky i oddílu armády Spojených států vykopána a přepravena do MOR. ukázalo se, že se jedná o mladý dospělý exemplář tyranosaura, u kterého byly jako u jednoho z prvních objeveny i fosilní části kostry předních končetin, do té doby prakticky neznámé. Dnes je exemplář MOR 555, na počest objevitelky zvaný také "Wankel-rex", k vidění jako bronzová replika před vchodem do Museum of the Rockies.
Ve fosiliích tohoto exempláře tyranosaura byly objeveny stopy původních organických látek a snad i pozůstatky částí cévního systému v kostech a kolagenu I. typu, jak dokládá studie týmu vědců, publikovaná koncem října roku 2019.
Po dlouhou dobu byl znám (resp. rozlišován) pouze jeden druh rodu Tyrannosaurus, a to T. rex. Vědecká studie z roku 2022 však přišla se stanovením dvou nových druhů, a to Tyrannosaurus imperator a Tyrannosaurus regina (typovým exemplářem je právě tento jedinec). Toto rozdělení bylo provedeno na základě morfologických a anatomických odlišností zkoumaných u třiceti různých jedinců tyranosaura.